# Rockall
Rockall je skalisko vyčnívající z vod Atlantského oceánu necelých 500 km západně od britského pobřeží. Dosahuje výšky 17,15 m. Až na několik bezobratlých živočichů nemá žádné obyvatele ani zdroj sladké vody – je to pouze holý kus skály. Jakožto vrcholek vyhaslé sopky má naprosto unikátní geologické složení.

## Geografie
Rockall je erodovaný pozůstatek sopky, která byla aktivní v době před zhruba 55 miliony let. 

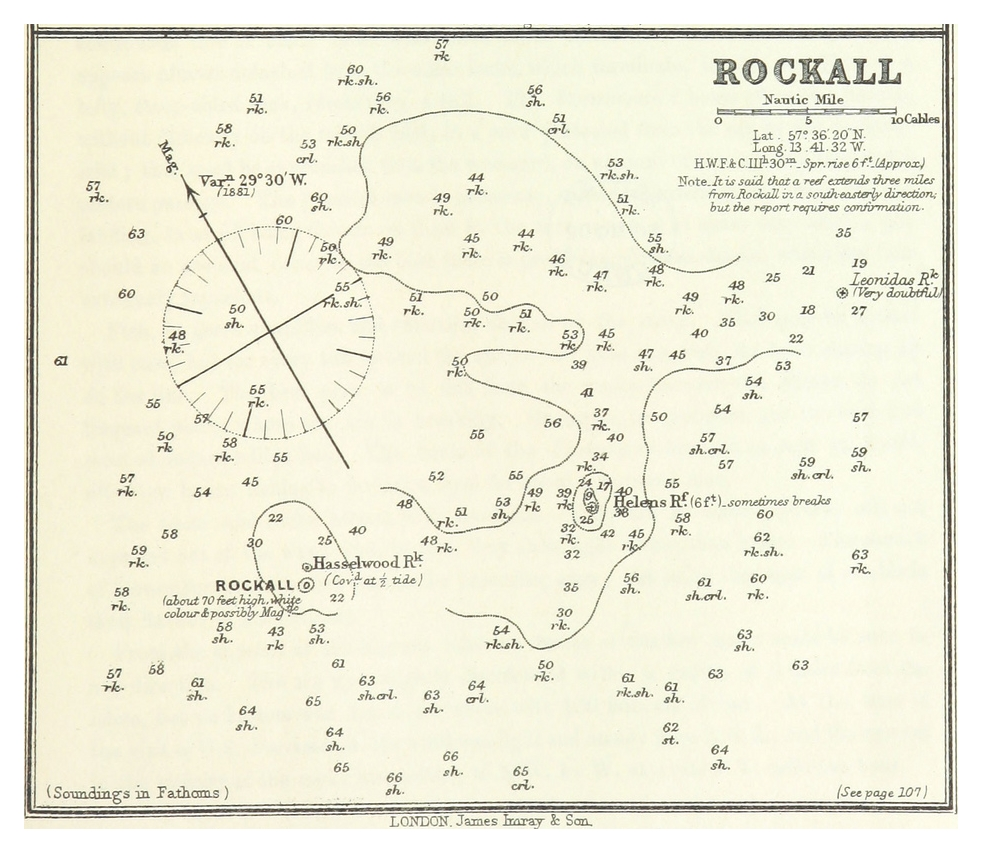
Rockall na námořní mapě z r. 1884

Nachází se v  severním Atlantiku zhruba dva kilometry (1,1 námořní míle) jihozápadně od skupiny útesů, respektive šérových ostrůvků, zvaných Helen's Reef (Helenin útes), které jsou známy především jako nebezpečné místo, kde došlo k řadě ztroskotání lodí. 
Nejbližším skaliskem, které podobně jako Helen's  Reef vyčnívá nad hladinu jen občas, je útes sopečného původu Hasselwood Rock, ležící asi 200 metrů severně od Rockallu. Podmořská plošina, z níž se tyto útesy zvedají , je označována jako Rockall Plateau.
Co se týče okolních ostrovů, Rockall leží 301,3 km západně od ostrova Soay v souostroví St. Kilda, náležejícím Skotsku, 423,2 km severozápadně od irského ostrova Tory Island a 700 km jižně od Islandu. Nejbližší trvale osídlené místo je 366.8 km vzdálený Aird an Rùnair, nejzápadnější bod ostrova North Uist ve Vnějších Hebridách. 
Pokud jde o flóru a faunu, na Rockallu a v jeho blízkosti bylo registrováno dvacet různých druhů ptáků. Z rostlinstva se na skalách vyskytuje jen mech, mořské řasy a jeden druh černého lišejníku.

### Geologie a mineralogie
Rockall je tvořen peralkalinovou žulou, bohatou na sodík a draslík. Tmavé zbarvení pásů v této žule  je způsobeno tím, že obsahují železito-sodné silikátové minerály aegirin a riebeckit. Tyto tmavé pruhy v žule bývaly označovány jako rockallit.V roce 1975 byl ve vzorku horniny z Rockallu objeven nový druh minerálu, který byl podle obsahu zirkonu a barya nazván bazirit (BaZrSi3O9).

## Územní spor

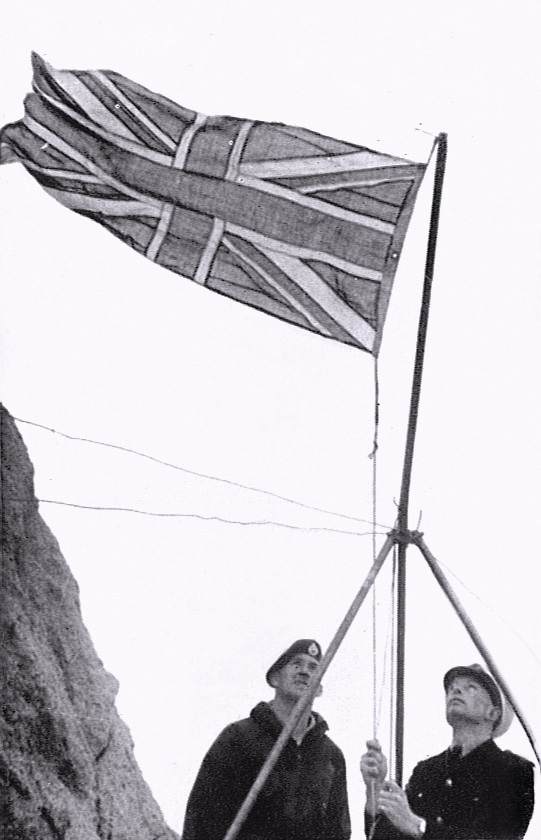
Vztyčení britské vlajky na Rockallu 18. září 1955

Skalisko bylo považováno za strategicky bezvýznamné a z toho důvodu žádnou zemí nenárokované až do začátku studené války.
Spojené království mělo testovací raketovou základnu na jednom z ostrovů Vnějších Hebrid a vojenské vedení se obávalo, že by si Sovětský svaz mohl Rockall zabrat a získat tak záminku pro svou přítomnost v okolních vodách, včetně špionážního průzkumu. Z toho důvodu doporučilo královně Alžbětě II., aby si Rockall nárokovala, k čemuž dala souhlas a skalisko bylo 18. září 1955 anektováno Spojeným královstvím (coby její posledně zabrané území). 
Po letech vyjednávání, v roce 1977, si Spojené království chtělo u UNCLOS (mezinárodní organizace, rozhodující o mořském právu) nárokovat pro Rockall exkluzivní ekonomickou zónu. Tento požadavek byl ale sporný, protože Rockall nesplňuje definici ostrova z pohledu rozhodování o výsostných vodách (skalisko nemá vegetaci, zdroj pitné vody, nepodporuje dlouhodobé soběstačné obývání, a další). Spojené království z tohoto nároku ustoupilo v roce 1997.
Později se Rockall stal předmětem mezinárodního sporu, když byla pod plošinou Rockall Plateau, jejímž jediným výběžkem je právě toto skalisko, nalezena ložiska ropy. Čtyři okolní státy, kromě Spojeného království také Irsko, Island a Dánskem zastoupené Faerské ostrovy vyjádřily zájem o její těžbu.
K dalšímu sporu, tentokrát mezi Spojeným královstvím a Irskem o právo rybaření, došlo po 1. lednu 2021, kdy Britové v důsledku brexitu definitivně opustili Evropskou unii.

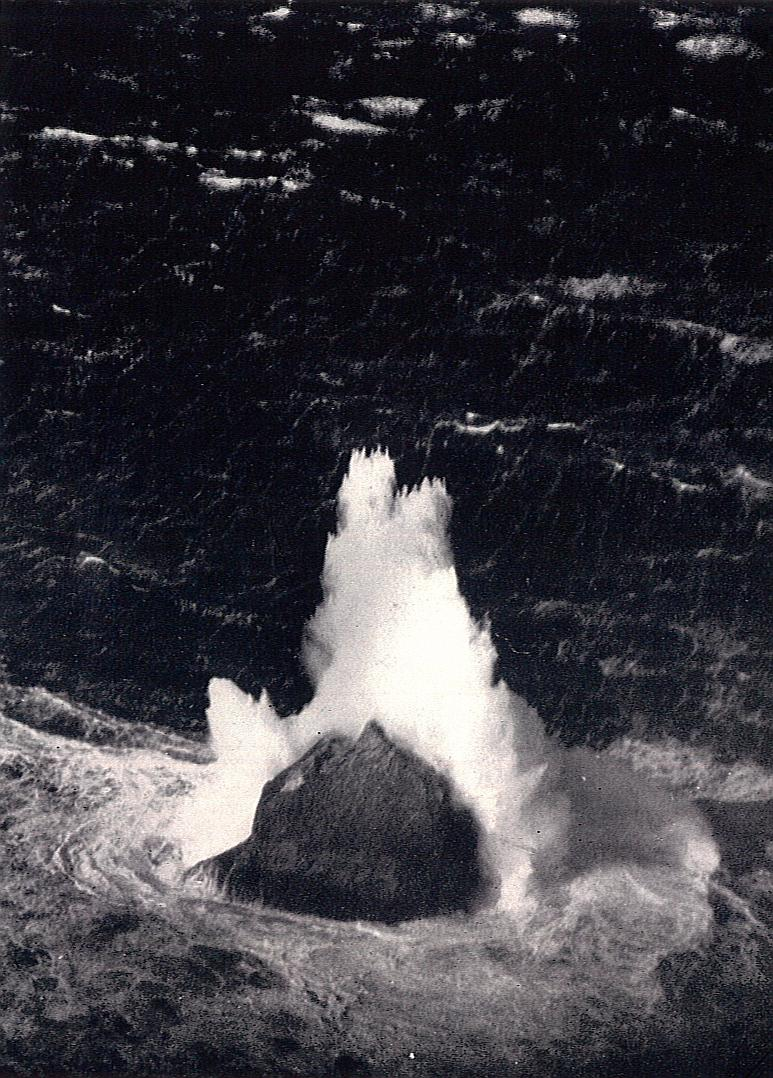
Vysoké zimní vlny nad Rockallem, fotografované posádkou letadla RAF 11. března 1943

## Návštěvy
Skalisko není trvale obydlené, ale je občas navštěvováno. V minulosti byl krátkodobě obydleno, ale vždy pouze na několik dní.
Prvním dokumentované přistání na ostrůvku provedla posádka britské fregaty HMS Endymion 8. července 1810, resp. 8. září 1811 (údaje se liší).
V roce 1997 skálu na protest proti záměru těžit v oblasti ropu zabrali aktivisté skupiny Greenpeace, kteří zde vyhlásili stát pojmenovaný Waveland. Jejich pobyt zde trval 42 dní. Britská vláda se vyjádřila, že ostrov je součástí Skotska a každý na něj může svobodně vstoupit a zůstat tam, jak dlouho chce. Nejdéle na ostrově bydlel Nick Hancock, který zde měl v roce 2013 v plánu bydlet 60 dní v malém domku připomínajícím nádrž na kapaliny, s jedním malým oknem. Vydržel zde nakonec 45 dní.

## Ztroskotání
V roce 1686 ztroskotala španělská nebo francouzská rybářská loď po nárazu do skaliska Rockall. Část posádky se zachránila na člunu a dosáhla ostrovů St. Kilda.
V roce 1824 loď Helen of Dundee, plující do Quebecu, narazila do skal Helen’s Reef.
V roce 1904 dánská loď Norge ztroskotala na skalách u Rockallu. Zahynulo více než 600 lidí, zachránilo se 160.